# Amoco Cádiz
Amoco Cádiz byl ropný tanker společnosti Amoco a pronajímaný společnosti Shell, který dne 16. června 1978 ztroskotal u pobřeží Bretaně. Následný únik přes 200 000 tun ropy do moře způsobil jednu z největších ekologických katastrof historie.

## Charakteristika lodi
Tanker byl postaven v roce 1974. Na délku měřil 334 m, na šířku 51 m. Jeho vlastníkem byla Amoco Transport Company, která ho pronajímala společnosti Shell pro transport ropy. Plul pod liberijskou vlajkou.

## Havárie

### Pozadí
Tanker Amoco Cádiz před ztroskotáním přepravoval okolo 230 000 tun ropy a dalších ropných látek původem z Ras Tanury v Saúdské Arábii a z íránského ostrova Kharg na cestě z Perského zálivu kolem mysu Dobré naděje do Rotterdamu. Nejednalo se o první ani poslední havárii tankeru u bretaňského pobřeží, podobnými haváriemi bylo ztroskotání tankerů Olympic Bravery (téměř bez nákladu) v lednu 1976, Böhlen, Gino (1979), Tanio (1979) a Amazzone (1988). Zdejší pobřeží bylo v roce 1967 znečištěno i havárií tankeru Torrey Canyon u pobřeží Cornwallu, odkud se k němu ropné látky dostali přes Lamanšský průliv.

### Průběh havárie

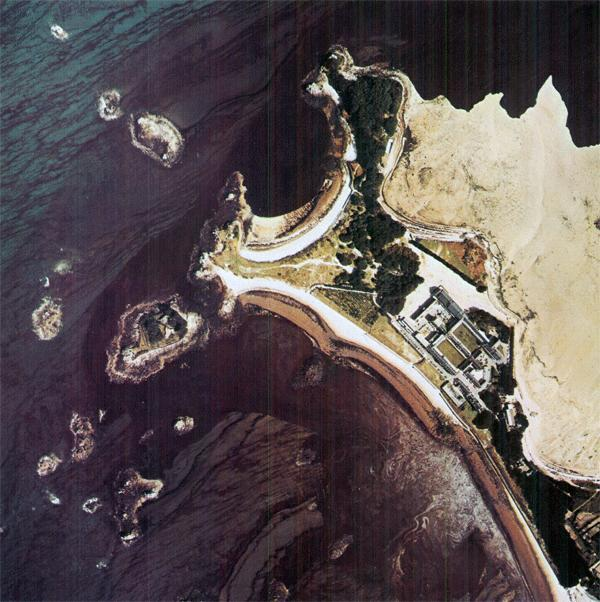
Letecký snímek pobřeží poblíž havárie, západně od města Roscoff, 21. března 1978

Dne 16. března 1978 během časných ranních hodin se tanker Amoco Cádiz u bretaňského pobřeží ocitl v bouři. Jedna z vln poničila tanker, který se stal neovladatelným. V půl druhé hodiny ráno se plavidlu snažil pomoct německý remorkér, ale tažné lano se po třech hodinách přetrhlo a tanker byl navzdory snahám posádek obou lodí pomalu unášen k pobřeží, než 17. března přibližně ve 22:00 ztroskotal u přístavního města Portsall nedaleko Brestu. Posádka byla evakuována, ale z roztrženého trupu lodi začala unikat ropa, která během následujících dvou týdnů zamořila 360 km bretaňského pobřeží od mysu St. Mathieu po ostrov Bréhat.

### Následky

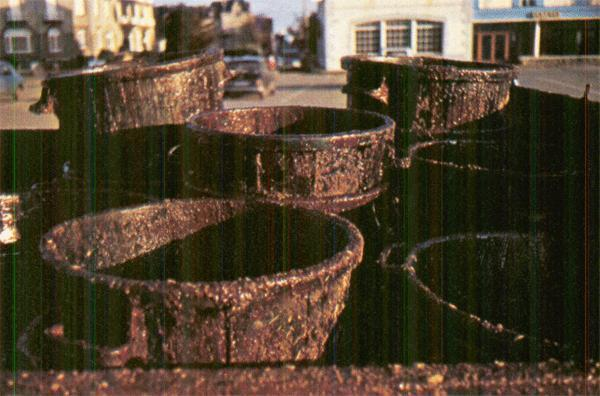
Odpadkové koše pokryté ropou po úklidu pláže ve městě Trégastel, 2. dubna 1978

Většina uniklé ropy po úniku utvořila viskózní vodní emulzi, a tím pádem až pětkrát zvětšila svůj objem. Při záchranných pracích pomáhalo asi 14 000 dobrovolníků a vojáků. Úklid komplikovaly kusy mořských řas a trosek, které byly promíchané s uniklou ropou. Bylo použito asi 3000 tun absorbantů a také vápno, ale problém s polutanty se tím zčásti jen přesunul na mořské dno, a většina ropy tak nakonec byla odstraněna manuálně. Část ropy se také vsákla do písčitých částí pobřeží a usazenin, odkud se postupně uvolňovala i později.
Na pobřeží byly v týdnech následujících po havárii vyplaveny miliony uhynulých měkkýšů, mořských ježků a dalších mořských organismů, uhynulých ptáků bylo nalezeno asi 20 000. Z některých oblastí po havárii úplně vymizely populace korýšů a na farmách u pobřeží muselo být kvůli znečištění zlikvidováno asi 9000 tun ústřic. Po ekonomické stránce utrpěly i další farmy zaměřené na sběr mořských řas a živočichů a vážně utrpěl také turismus v oblasti. Přestože zvláště kamenité úseky pobřeží se z dopadů havárie vzpamatovaly poměrně rychle, biologická rovnováha v celé oblasti byla plně obnovena až po sedmi letech.

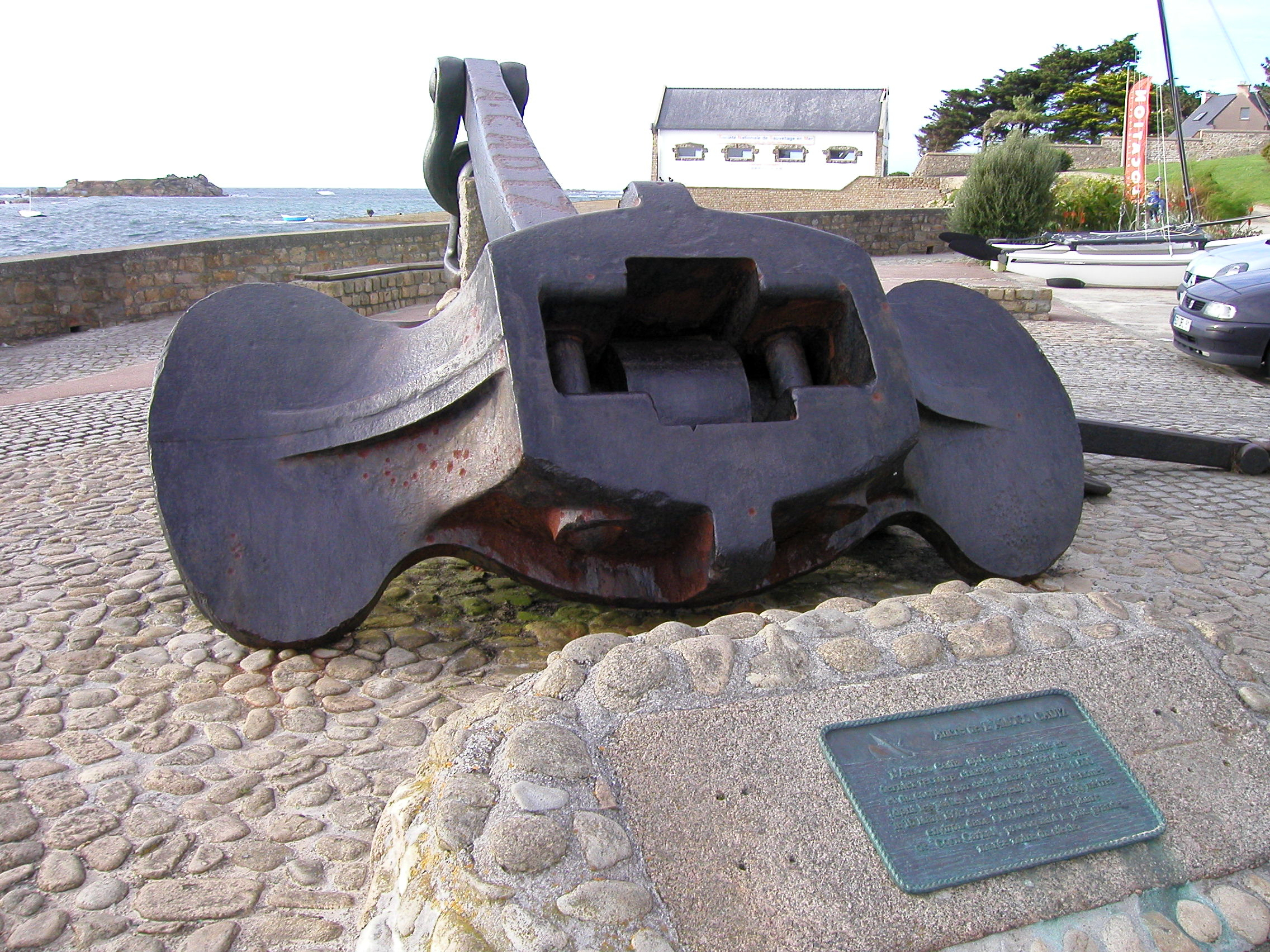
Kotva tankeru vztyčená jako památník v přístavu Portsall

Havárie kompletně změnila řízení lodní dopravy v okolí nejzápadnějšího francouzského ostrova Ouessant, oblast je totiž dodnes vytíženou dopravní tepnou pro lodě přepravující nebezpečný náklad. V reakci na ztroskotání Amoco Cádiz tak byly těmto nákladním plavidlům vyčleněny pevně dané koridory ve vzdálenosti 43-69 km od pobřeží. V reakci na havárii také 14 evropských zemí v roce 1982 podepsalo dohodu zvanou Paris Memorandum of Understanding, která umožňuje neohlášené kontroly cizích obchodních lodí, které kotví v jejich přístavech; právě špatný monitoring stavu lodi a nedostatečný výcvik posádky je považován za hlavní příčiny ztroskotání. Tato praxe se osvědčila a později vedla k zavedení podobných kontrol i ve zbytku světa.